# Denhamia silvestris
Denhamia silvestris är en benvedsväxtart som först beskrevs av Nicholas Sean Lander och L.A.S.Johnson, och fick sitt nu gällande namn av M.P. Simmons. Denhamia silvestris ingår i släktet Denhamia och familjen Celastraceae. Inga underarter finns listade.